# Miomantis bintumanensis
Miomantis bintumanensis är en bönsyrseart som beskrevs av Roger Roy 1971. Miomantis bintumanensis ingår i släktet Miomantis och familjen Mantidae. Inga underarter finns listade i Catalogue of Life.